# Moderní měnová teorie
Moderní měnová teorie je heterodoxní makroekonomická teorie vycházející z postkeynesiánství, která se začala formovat v posledních třech desetiletích.
Její hlavní myšlenka je, že ekonomika státu zvládne vysoký deficit, protože nemůže ve vlastní měně zkrachovat. Vláda ovládá poptávku daněmi a prosazuje fiskální politiku na úkor monetární. Limitujícím faktorem pro objem státních výdajů podle představitelů moderní měnové teorie představuje nedostatek reálných zdrojů, plná zaměstnanost a inflace.

## Charakteristika moderní měnové teorie

#### Hlavní principy
1. Vláda je schopna platit za statky, služby a finanční aktiva bez toho, aby musela vybírat peníze formou daní, nebo vystavením dluhu před těmito nákupy
2. Vláda fakticky nemůže zkrachovat, tedy nemůže být nikdy donucena ke splacení svého dluhu (na rozdíl od jednotlivců). Potíže se splácením vlastního dluhu jsou řešeny vydáním většího dluhu a tedy znehodnocením měny
3. Vláda je omezena v emisi dluhopisů (tedy přeneseně tištěním peněz) pouze inflací [2], která se zvyšuje, jakmile jsou ekonomické zdroje (práce, kapitál a přírodní zdroje) využity v plné zaměstnanosti
4. Vláda může kontrolovat poptávkovou inflaci prostřednictvím daní, které odstraňují přebytečné peníze z oběhu
5. Vláda vydáváním dluhopisů nesoupeří se soukromým sektorem o vzácné zdroje

Těchto pět zásad zpochybňuje názor ekonomiky hlavního proudu, že vládní výdaje jsou financovány z daní a dluhopisů.

## Teoretický přístup
Moderní měnová teorie je extrémním proudem poskeynesiánského učení.
Její filozofie spočívá v tom, že centrální banka je víceméně pasivní a pouze přihlíží samovolné emisi peněz. Je kladen tedy větší důraz na fiskální politiku, která je nástrojem aktivního zasahování státu do ekonomiky, monetární politika je pasivní. Zastánci moderní měnové teorie tvrdí, že vláda, která vydává vlastní měnu nemůže zbankrotovat a že takový stát může vytvořit peněz tolik, kolik uzná za vhodné, přičemž schodek či přebytek rozpočtu je ve skutečnosti nástrojem veřejné politiky regulujícím inflaci a nezaměstnanost, nikoliv prostředkem financování vládních aktivit..Poptávka po penězích je vytvářena tím, že je stát požaduje zpět ve formě daních, vláda tedy pomocí daní ovládá poptávku. Limitujícími faktory státních výdajů je podle moderní měnové teorie dostupnost reálných zdrojů v ekonomice, následná inflace, plná nezaměstnanost. Liší se od ekonomie hlavního proudu v pohledu na to, jakým způsobem jsou “vytvářeny” peníze a jakým způsobem dochází k inflaci.

### Dělení na horizontální a vertikální transakce

#### Vertikální transakce
Všechny transakce mezi státem a soukromým sektorem jsou v rámci moderní měnové teorie považovány za vertikální transakce. Vládní sektor zahrnuje finanční správu (Ministerstvo financí) a centrální banku. Nevládní sektor zahrnuje domácí a zahraniční fyzické osoby a firmy (včetně soukromého bankovního sektoru) a zahraniční držitele měny. Vertikální peníze jsou odváděné do oběhu vládním výdaji, jsou odebírány z oběhu daněmi.

#### Horizontální transakce
Transakce v rámci soukromého sektoru jsou v z perspektivy moderní měnové teorie považovány za horizontální transakce. Peníze vznikají na počátku jako dluh, teprve po vydání se stávají aktivem. Daně jsou tedy od toho, aby regulovaly tok peněz v oběhu a udržovaly spíše nižší hladinu, protože tak lze předejít inflaci. Zastánci moderní měnové teorie zpochybňují koncept peněžního multiplikátoru, uznávaný ekonomií hlavního proudu. Bankovní úvěry dle nich nezvyšují celkovou výši finančních zdrojů v ekonomice.

## Interakce mezi státním a bankovním sektorem
Je běžné, že má suverénní stát u své centrální banky otevřený účet. Z tohoto účtu může stát pokrývat své výdaje a také na něj ukládat své příjmy včetně toho, co vybere prostřednictvím daní. Každá obchodní banka má také účet u centrální banky, prostřednictvím kterého spravuje své rezervy, to jest prostředky pro vypořádávání transakcí na mezibankovním trhu. Vydává-li stát peníze, finanční správa je z účtu u centrální banky odepíše a uloží je na účty soukromých bank, tedy do bankovního systému. Tyto peníze jsou připočteny k celkovým vkladům v soukromém bankovním sektoru. Opačným způsobem funguje zdanění. Peníze jsou odečteny z účtů u soukromých bank, čímž objem celkových vkladů v soukromém bankovním sektoru klesne.

### Státní dluhopisy a údržba úrokových sazeb
Centrální banky provádějí operace na volném trhu aby zajistili, že se krátkodobá úroková míra bude držet na požadované úrovni. Z perspektivy moderní měnové teorie je na vydávání dluhopisů nahlíženo jako na protiváhu státních výdajů spíše než jako na nutný předpoklad jejich financování.
Centrální banky ve většině zemí po komerčních bankách vyžadují, aby byly jejich rezervní účty na konci dne v kladných číslech. Toto se označuje jako povinné minimální rezervy. Banky, jejichž rezervní účet je v deficitu, si mohou od centrální banky půjčit, přičemž výše úroku určovaná centrální bankou se označuje jako lombardní úroková sazba. Naopak banky, jejichž rezervní účet je v přebytku mohou tento přebytek nechat zúročit diskontní sazbou. Banky, které mají přebytek budou ochotné půjčit bankám s nedostatečnými rezervami na mezibankovním trhu s půjčkami. Pokud je v bankovním systému k dispozici dostatečné množství rezerv na to, aby všechny banky byly s to dostát požadavku na objem minimálních rezerv se úroková míra na mezibankovním trhu s půjčkami pohybuje mezi diskontní a lombardní úrokovou mírou. Jelikož z pohledu moderní měnové teorie výdaje státu zvyšují objem celkových rezerv v soukromém bankovním systému, zatímco daně tento objem snižují, státní aktivity mají na mezibankovní trh okamžitý efekt. Zvýšení objemu rezerv státními výdaji (vertikální transakce) vede k celkovému přebytku rezerv, což vyvíjí tlak na snížení krátkodobé úrokové míry. Pokud naopak stát na daních vybere více, než vydá, vytvoří to v bankovním systému nedostatek rezerv, což krátkodobou úrokovou míru zvýší. Centrální banka ovlivňuje výši krátkodobé úrokové míry nákupem a prodejem státních dluhopisů na otevřeném trhu. Ve dnech, kdy je rezerv v bankovním systému přebytek, centrální banka státní dluhopisy prodává fyzickým osobám, což rezervy z bankovního systému ubírá. Ve dnech, kdy je v bankovním systému rezerv přebytek, naopak centrální banka od fyzických osob státní dluhopisy nakupuje, čímž dojde k přidání rezerv do bankovního sektoru.
Tyto operace centrální banky jsou prováděné prostřednictvím peněz, které centrální banka nově vytvoří tím, že je připíše na svůj účet.

## Zahraniční sektor
Při velkém dluhu v cizí měně hrozí podřízení se měnové politice věřitele a částečná ztráta suverenity, velké zadlužení je tedy pro stát rizikové.

## Historie MMT
Moderní měnová teorie je zdánlivě nový přístup k hospodářské politice. Byla vypracována v průběhu posledních tří desetiletí skupinou expertů v čele s ekonomem Randallem Wrayem. Termín moderní měnová teorie byl vytvořen profesorem ekonomie Billem Mitchellem.
MMT syntetizuje několik různých proudů a teorií, jako např. státní teorii peněz, pod kterou spadá též grafalismus (Georg Friedrich Knapp), úvěrovou teorii peněz (Alfred Mitchell-Innes), pohled na finanční strukturu Hymana Philipa Minskyho a přístup k sektorové bilanci britského ekonoma Wynna Godleyho. Mimo jiné částečné vychází i z myšlenek Johna Maynarda Keynese, díky čemuž můžeme MMT zařadit k postkeynesiánskému proudu ekonomie.
Zastánci MMT jako Randall Wray a Mathew Forstater tvrdí, že zmínky, podporující grafalistický pohled na papírové peníze, se objevují v dřívějších spisech mnoha klasických ekonomů, jako například u Adama Smitha, Jean-Baptiste Saye, nebo Karla Marxe.
Za oživení myšlenky grafalismu jako vysvětlení tvorby peněz jsou zodpovědní především ekonomové Warren Mosler, L. Randall Wray, Stephanie Kelton, Bill Mitchell a Pavlina R. Tcherneva.
Ekonomové spojovaní s MMT považují peníze za prostředek směny. Tvrdí, že se peníze vyvinuly z barterového obchodu a jejich hlavní funkcí je směnu usnadnit.
Dle G. F. Knappa jsou peníze, spíše než komoditou, výtvorem zákona. Státní teorii peněz srovnával s teorií, kdy se hodnota měny odvíjí od množství vzácného kovu, které je v ní obsaženo, nebo za které ji lze vyměnit. Tvrdil, že stát může tisknout peníze a zajistit jejich směnitelnost tím, že je učiní zákonným platidlem.
Abba Lerner v roce 1947 napsal článek „Peníze jako výtvor státu“ a ekonomové do značné míry opustili myšlenku, že hodnota peněz je úzce spjata se zlatem. Lerner tvrdil, že právě stát by měl mít odpovědnost za vyhýbání se inflaci, kvůli jeho schopnosti vytvářet nebo zdaňovat peníze.
První matematický rámec pro MMT vyvinula Pavlina R. Tcherneva a technickou analýzu bankovních a peněžních systémů přidal Scott Fullwiler.
Někteří současní zastánci, jako je Wray, umisťují MMT do postkeynesiánského proudu ekonomie, přičemž MMT byla navržena jako alternativní nebo doplňková teorie k teorii o oběhu peněz, přičemž obě jsou formami endogenních peněz, tj. peněz vytvořených v ekonomice, jako je vládní deficit, výdaje nebo bankovní půjčky, nikoli zvenčí, jako například ve zlatě. V komplementárním pohledu MMT vysvětluje „vertikální“ (vláda-soukromá a naopak) interakce, zatímco teorie obvodů je modelem interakce „horizontální“ (soukromá-soukromá).
V únoru 2019 vydali Bill Mitchell, Randall Wray a Martin Watts první akademickou učebnici založenou na této teorii.

## Srovnání s Keynesiánskou ekonomikou
| Téma                                        | Keynesiánský přístup hlavního proudu | Moderní měnová teorie |
| Financování vládních výdajů                 | Upřednostňuje financování státních výdajů prostřednictvím vydávání dluhopisů | Zdůrazňuje, že vláda financuje své výdaje připisováním peněz na bankovní účty. |
| Účel zdanění                                | Splácet tvorbu dluhů centrální banky zapůjčených vládě na úrok, které jsou vloženy do ekonomiky a musí být splaceny daňovými poplatníky. | Primárně k podpoře poptávky po měně. Mezi sekundární použití zdanění patří řešení inflace, řešení nerovnosti příjmů a odrazování od nežádoucího chování.                              |
| Dosažení plné zaměstnanosti                 | Hlavní strategie využívá měnovou politiku. Centrální banky mají „dvojí mandát“ usilovat o maximální zaměstnanosti a stabilních cen, ale tyto cíle nejsou vždy kompatibilní. Například mnohem vyšší úrokové sazby používané ke snížení inflace způsobily na začátku 80. let také vysokou nezaměstnanost. | Hlavní strategie využívá fiskální politiku; provozování dostatečně velkého rozpočtového deficitu k dosažení plné zaměstnanosti prostřednictvím záruky zaměstnání.                     |
| Kontrola inflace                            | Hlavním nástrojem je měnová politika; Centrální stanovuje úrokové sazby které jsou v souladu se stabilní cenovou hladinou, přičemž někdy stanoví cílovou míru inflace. | Vedeno fiskální politikou. vláda zvyšuje daně, aby odstranila peníze ze soukromého sektoru. Záruka zaměstnání také poskytuje NAIBER, který funguje jako mechanismus kontroly inflace. |
| Stanovení úrokových sazeb                   | Spravováno centrální bankou tak aby bylo docíleno naplnění „dvojího mandátu“ maximální zaměstnanosti a stabilních cen. | Zdůrazňuje, že cíl úrokové sazby není silnou politikou. Vláda se může rozhodnout zachovat politiku nulové úrokové sazby tím, že vůbec nevydá veřejný dluh.                            |
| Dopad rozpočtového schodku na úrokové sazby | Při plné zaměstnanosti může vyšší rozpočtový deficit vytěsnit investice. | Deficitní výdaje mohou snížit úrokové sazby, povzbudit investice a tím „vytlačit“ ekonomickou aktivitu.                                                                               |
| Automatické stabilizátory                   | Primárními stabilizátory jsou pojištění v nezaměstnanosti a potravinové lístky, které zvyšují rozpočtové deficity v době hospodářského poklesu. | Kromě dalších stabilizátorů by záruka pracovního místa zvýšila deficity při poklesu.                                                                                                  |

## Kritika moderní měnové teorie
V roce 2019 univerzita v Chicagu provedla průzkum, jehož výsledkem bylo jednoznačné odmítnutí tvrzení přisuzovaných MMT: „Státy, které si půjčují ve své vlastní měně, by si neměly dělat starosti s vládními deficity, protože mohou vždy vytvářet peníze na financování jejich dluhu“ a „Státy, které si půjčují ve své vlastní měně, mohou financovat vládní výdaje prostřednictvím výroby peněz “.
Ekonom William K. Black, často spojovaný s MMT, který na tento na průzkum přímo reagoval, uvedl: „Učenci MMT nesdělují ani nepodporují žádná tato tvrzení.“ 
Postkeynesiánský ekonom Thomas Palley tvrdí, že MMT je do značné míry přepracováním keynesiánské ekonomiky. Palley popírá tvrzení MMT, že standardní keynesiánská analýza plně nezachycuje účetní identitu a finanční omezení vlády, která může vydávat své vlastní peníze. Tvrdí, že tyto postřehy jsou skvěle zachyceny standardními keynesiánskými modely konzistentního toku akcií (IS-LM models) a že s nimi byli keynesiánští ekonomové dobře obeznámeni po celá desetiletí.
Dle Palleyho názoru by postupy navrhované MMT ekonomy způsobily vážnou finanční nestabilitu v otevřené ekonomice s pružnými směnnými kurzy, zatímco používání pevných směnných kurzů by vedlo k tomu, že by se stát při tvorbě rozpočtu musel podřizovat tradičním finančním omezením, což je v rozporu s hlavní myšlenkou MMT. Dále také tvrdí, že MMT postrádá věrohodnou teorii inflace. Thomas Palley dochází k závěru, že moderní měnová teorie neposkytuje žádné nové poznatky o monetární teorii, a zároveň činí nepodložená tvrzení o makroekonomické politice.
Post-Keynesovec Lance Taylor také mluví o udržitelnosti deficitů a dluhů kvůli vnější nerovnováze. Taylor nazývá neochartalismus VFT nebo Vintage Fiscal Theory. Epsteinova hlavní kritika je, že neochartalismus ignoruje roli mezinárodních finančních trhů a omezení, které klade na fiskální politiku. Neochartalisté se vyhýbají diskusi o problémech s platební bilancí. Hlavním problémem neochartalismu je omezení platební bilance. Kořen zmatku spočívá ve skutečnosti, že dovoz se platí v domácí měně (i když tomu tak vždy není). To, že dovážející země vytváří úvěry na nákup, neznamená, že to není dluh bez následků. Nedávná zkušenost Turecka: rychlý pokles jeho měny, růst/pokles úrokových sazeb, které mají přilákat finanční toky ke stabilizaci jeho směnných kurzů, a zpomalení jeho ekonomiky ukazuje na problém s deficity běžného účtu.
V postkeynesovské teorii existuje dobrá literatura o vnějších omezeních (Kaldor, Thirwall). Neochartalisté začínají nesprávným tvrzením „dovoz je výhoda, vývoz náklad“. Tím, že začnou úplně špatně, dospějí k těm nejsměšnějším závěrům. Krásný příklad vnějšího omezení je Turecko za Erdogana v posledních letech. Turecko musí zlepšit svou platební bilanci a mezinárodní investiční pozici zlepšením své obchodní bilance. Když směnný kurz klesá, vláda musí prodávat devizy, aby se stabilizovala. Stejně jako nákup cizí měny má devalvační účinek na měnu, prodej má opačný účinek. Prodej deviz posouvá portfolio cizinců z aktiv držených v domácí měně do aktiv držených v cizí měně, což vede ke snížení toku objednávek k prodeji. Ale množství deviz k prodeji může být velký. Vláda/centrální banka může samozřejmě také získávat devizy z nákupů na devizových trzích, kdy je export vysoký v porovnání s importem, a vytvářet rezervy tímto způsobem, aniž by to příliš ovlivnilo směnný kurz a vlády mnoha zemí to dělají, ale to není vždy možné, protože vývoz závisí na konkurenceschopnosti na světových trzích a všeobecných podmínkách poptávky.
Pro ty země, zejména rozvojové země, které čelí skutečným omezením schodků svého běžného účtu, bude možná obtížné udržet plnou zaměstnanost prostřednictvím MMT, pokud by v reakci na rostoucí dovozy následovaly krize platební bilance. To vše podtrhuje potřebu reformy mezinárodního platebního systému. Je načase poskytnout rozvojovým zemím podporu od MMF a Světové banky (vhodně reformované), kterou potřebují pro infrastrukturu a průmyslový rozvoj, aby dosáhly určitého stupně exportní rovnováhy a vnitřního bohatství, aby MMT fungovala.
Americký novokeynesiánský ekonom a držitel Nobelovy ceny Paul Robin Krugman tvrdí, že MMT zachází příliš daleko v podporování vládních rozpočtových deficitů. Dále také tvrdí, že moderní měnová teorie ignoruje inflační důsledky udržování rozpočtových deficitů při ekonomickém růstu.
Mezi další kritiky MMT můžeme zařadit také ekonoma Roberta Patricka Murphyho, který prohlásil, že MMT je naprosto mylný přístup a že MMT nedodrží to, co slíbí. Ovšem tvrzení MMT, že snižování vládních deficitů narušuje soukromé úspory, shledává pravdivým.
Důraz, jež klade MMT na důležitost daní, je častým zdrojem kritiky, stejně tak jako samotný grafalistický postoj k penězům.